# Ала (загін)
А́ла (лат. ala — «крило») — в Давньому Римі кінні загони з 500 чи 1000 бійців, що набиралися спершу з союзних племен, а потім з провінціалів і називалися зазвичай за народом з якого складалися чи за ім'ям командира. Первісно али розташовувалися на флангах легіонів звідки й назва, а в період імперії були самостійними частинами допоміжних військ (ауксиліїв).
Прототипи ал з'явилися при Цезарі під час його галльських кампаній, коли, очевидно, кожну алу становили 10 турм. Ала номінальної чисельністю в 500 вершників (всього коней — 504, без префекта) називалася quingenaria, в 1000 вершників (всього коней — 1090, без префекта) — milliaria.
Ala quingenaria спочатку ділилася на 16 турм по 3 декуріі (десятки) в кожній, що включала 10 вершників і одного офіцера. Ala milliaria складалася з 24 турм під начальством префекта (praefectus alae). За псевдо-Гігіном, в укріпленому таборі могли знаходитися 4 alae milliariae та 5 alae quingenariae.
Вершник али називався alaris (alarius). Існували й али, що складаються з бойових верблюдів (alae dromedariae).